# West Gorton
West Gorton är en stadsdel i Manchester, i distriktet Manchester, i grevskapet Greater Manchester, i England. West Gorton var en civil parish från 1894 till 1896 då den blev en del av South Manchester.